# Affektkrampf
Unter Affektkrämpfen versteht man eine Übersteigerung affektiver (emotionaler) Reaktionen, die von der Person selbst nicht mehr kontrolliert werden können und sich in Wein-, Lach- oder Schreikrämpfen äußern.
Besonders bei Kindern zwischen dem 1. und 5. Lebensjahr kann es zu respiratorischen Affektkrämpfen (engl.: breath holding spells oder affective respiratory spasms), den sogenannten Wutkrämpfen kommen. Dies sind Affektkrämpfe, die sich ausgehend von einem minimalen Auslösereiz wie Erschrecken, Schmerz oder Unwohlsein über einen Schreikrampf, Anhalten des Atems, Zyanose und Erschöpfung bis zur Bewusstlosigkeit entwickeln. Begleitsymptome sind häufig auch das Zittern bzw. Erschlaffung der Extremitäten mit einem unkontrollierten Abgang von Urin und/oder Stuhl. Diese Form der Anfälle können sich auch längere Zeit bis in das Schulkindalter erhalten und sind ausgehend von einer emotional induzierten Hyperventilation auch sehr selten bei Erwachsenen zu beobachten. Die dramatischen Symptome verschwinden meist nach Erschöpfung oder einer tiefen Einatmung.
Bislang konnten keine gesicherten organischen oder psychischen Ursachen für die Affektkrämpfe beim Kind ermittelt werden. Ein erhöhter Anteil der Mütter leidet offenbar unter Eisenmangelanämie, ein ätiologischer Zusammenhang ist unklar. Auch Häufungen innerhalb von Familien konnten beobachtet werden.
Beim Verdacht auf respiratorische Affektkrämpfe ist das Vorliegen von Synkopen anderer Ursache auszuschließen, insbesondere epileptische Formen, Erkrankungen der Atemwege oder des Herzens.
Bei schweren Fällen, die mit einer Verlangsamung des Herzschlages (Bradykardie) verbunden sind, wurde die Behandlung der möglichen kardialen Ursache mit einem Herzschrittmacher erprobt.